# Léo bête à part
Pour les articles homonymes, voir Léo.
Léo bête à part (stylisé Léo... bête à part...) est une série de bande dessinée d'humour mettant en scène un léopard cherchant à s'évader d'un zoo. Le héros fait son apparition dans Pif Gadget numéro 6, en mars 1969, sur un scénario de Jean Sanitas servi par le dessin de Roger Masmonteil, alias Mas.

## Synopsis
Léo est un léopard. Comme la plupart des animaux des séries de Mas, il a le don de la parole et marche debout. Lors de ses deux premières apparition, il est présenté comme un animal itinérant qui cherche à se faire adopter afin d'avoir gite et couvert.  Mais à chaque coup, on le confond avec un chat, ce qui le vexe profondément. À sa troisième apparition, alors qu'il prend un taxi et demande d'être conduit à un hôtel, même gag, le chauffeur le prend pour un chat et l'amène à la fourrière. Léo, vexé, lui explique qu'il est un léopard. Le taxi l'amène alors au Zoo de Vincennes, qu'il ne quittera pratiquement plus à partir de ce point.  
Dans la moitié de ses aventures, il cherche à s'évader du zoo. Mais le gardien-chef veille et le rattrape toujours pour le remettre en cage. Lorsque Léo ne tente pas de s'évader, les deux personnages sont de bons compagnons et se vouent une sympathie mutuelle. Léo est parfois recruté par le gardien-chef pour effectuer quelques corvées et travaux divers dans le zoo, ou pour l'aider à bien paraître auprès de l'inspecteur général des zoos, ce qui rate à tout coup.  

## Personnages
Léo.  Léopard anthropomorphe, il est l'un des rares animaux du zoo qui soit doté de parole. Il se plaint souvent de son manque de liberté, d'où le fait qu'il est toujours en train d'essayer de s'évader du zoo. Il considère tout de même l'endroit comme étant son foyer et rechigne rarement lorsque le gardien l'y ramène.  
Le gardien-chef.  Léon de son prénom.  Obèse mais costaud et arborant la moustache en brosse, le gardien-chef s'occupe de tout: la gérance, la comptabilité, la distribution de nourriture et surtout la surveillance des pensionnaires.  Il rêve de monter en grade et ne vit que pour le jour où l'inspecteur général des zoos lui donnera enfin son second galon.
Les gardiens. Quelques gardiens de zoo anonymes, qui assistent parfois le chef ou le remplacent lorsque ce dernier part en vacances ou en safari.
Bobonne. L'épouse du gardien-chef. Véritable matrone, on voit que c'est elle qui fait la loi dans le foyer.
L'inspecteur général des zoos.  Le supérieur immédiat du gardien-chef. Il vient de temps en temps visiter le zoo pour vérifier si tout se passe bien, ou pour voir si le gardien-chef mérite son second galon.
Les animaux. Plusieurs d'entre eux sont des personnages récurrents. Notons Papillon l'éléphant, Brutus le lion, Balou Bahou le gorille, Ali l'alligator ou encore Lino le rhinocéros.
Le visiteur pingre. Personnage sans nom qui a commencé à apparaître au début des années 80.  Il s'agit d'un visiteur qui porte un chapeau conique jaune dont l'extrémité à la forme d'un os. Son but est d'entrer et de visiter le zoo sans payer, ou du moins en n'acquittant pas en entier le prix d'entrée.

## Périodique
Léo fait l'objet d'un périodique distinct : Léo poche.